# Friktionssvetsning

Friktionssvetsning.

Friktionssvetsning är en mekanisk svetsmetod där man gnider de delar som skall sammanfogas mot varandra under högt tryck, vilket orsakar värme som får delarna att smälta samman. När rätt temperatur för en lyckad sammanfogning har uppnåtts upphör friktionen mellan delarna samtidigt som trycket hålls kvar tills svetsen är färdig.
Det finns två typer av friktionssvetsning: rotationssvetsning och lineär svetsning. Vid rotationssvetsning krävs en symmetrisk del, vanligen ett rör eller en stång, som kan snurras i hög hastighet samtidigt som dess fogyta pressas mot ett fastlåst objekts fogyta. I linjär svetsning får man istället objektet att vibrera.